# Habartov
Habartov (németül: Habersbirk) város Csehországban a Karlovy Vary-i kerület Sokolovi járásában. Közigazgatásilag hozzá tartozik Horní Částkov (Ober Schossenreuth), Kluč (Rad), Lítov (Littengrün), Úžlabí (Kolonie Kahr) és Na rovince (Boden).

## Népesség
A település népessége az elmúlt években az alábbi módon változott:
| Lakosok száma | 1970 | 2435 | 4299 | 3079 | 6184 | 5390 | 4906 | 4846 | 4687 | 4717 |
|               | 1869 | 1890 | 1921 | 1950 | 1980 | 2001 | 2017 | 2019 | 2022 | 2024 |

## Jegyzetek

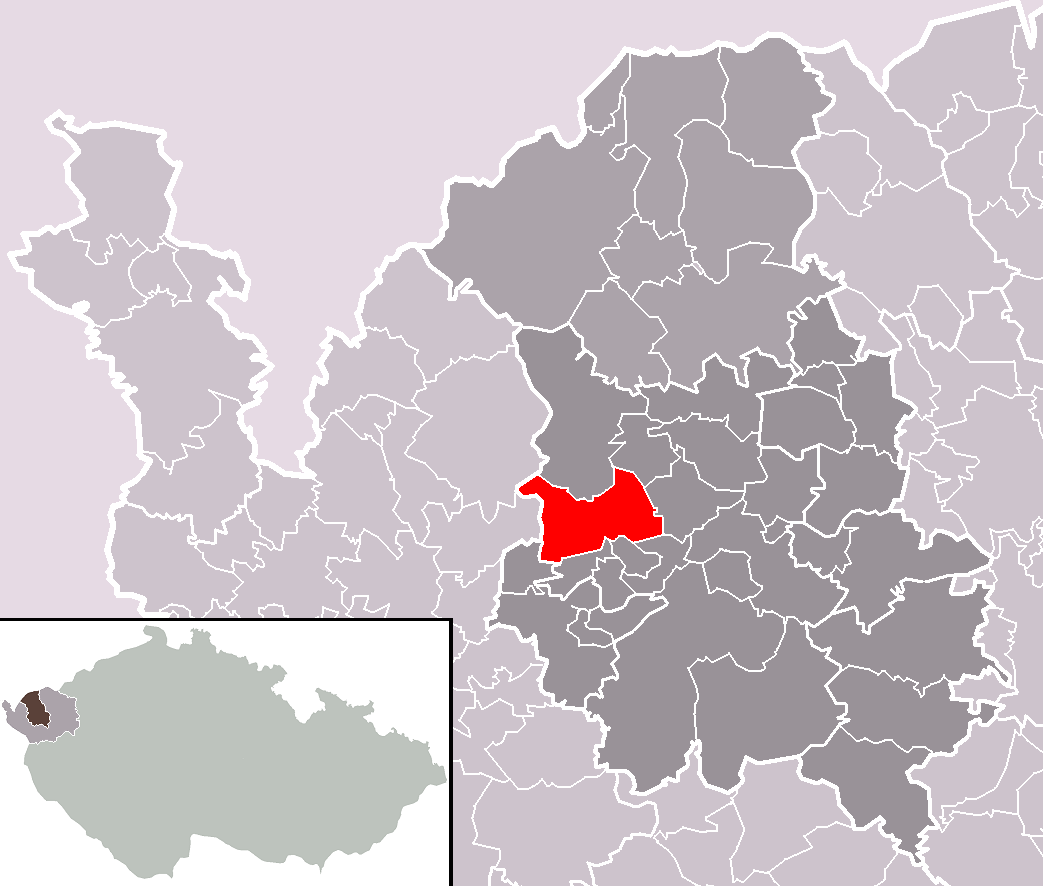
A város közigazgatási területe